# Hurstbridge
Hurstbridge är en del av en befolkad plats i Australien. Den ligger i kommunen Nillumbik och delstaten Victoria, omkring 28 kilometer nordost om delstatshuvudstaden Melbourne. Antalet invånare är 3 511.
Runt Hurstbridge är det ganska glesbefolkat, med 31 invånare per kvadratkilometer.. Närmaste större samhälle är Reservoir, omkring 19 kilometer sydväst om Hurstbridge.
I omgivningarna runt Hurstbridge växer huvudsakligen savannskog. Genomsnittlig årsnederbörd är 1 244 millimeter. Den regnigaste månaden är juli, med i genomsnitt 140 mm nederbörd, och den torraste är januari, med 49 mm nederbörd.